# Apache Velocity
Az Apache Velocity (korábban Jakarta Velocity) egy nyílt forráskódú szoftver projekt az Apache Software Foundation gondozásában. Velocity egy Java alapú sablon motor, amely egy egyszerű, de mégis hatékony sablon nyelvet biztosít a Java kódban definiált referencia objektumok eléréséhez. Azt a célt szolgálja, hogy biztosítsa a webalkalmazásokban (a modell-nézet-vezérlő tervezési mintában) a tiszta a szeparációt a megjelenítési réteg és az üzleti réteg között.

## Felhasználás
Néhány hétköznapi alkalmazás típus, amely Velocity-t használ:
- Webalkalmazások: a Web designerek elkészítik a HTML oldalakat, melyekben kihagyják a helyet a dinamikus információk számára. Az oldalt a VelocityViewServlet-tel vagy más egyéb a számos Velocity-t támogató keretrendszerrel lehet feldolgozni.
- Forráskód generálás: a Velocity a sablonokon keresztül képes Java forráskód, SQL, vagy Postscript generálására. Számos nyílt forráskódú és kereskedelmi fejlesztésű szoftver csomag használja a Velocity-t ilyen módon.[2]
- Automatikus e-mailek: számos alkalmazás generál automatikus e-maileket pl. belépéshez, jelszó emlékeztetőkhöz, vagy automatikusan küldött riportokhoz. A Velocity használatával, az e-mail sablon külön szövegfájlban tárolható, ahelyett, hogy direkt módon benne lenne a Java kódban.
- XML transzformáció: Velocity Ant task-ot is biztosít, amelyet Anakia-nak hívnak, amely olvassa az XML fájlokat és elérhetővé teszi a Velocity sablonok számára. Hétköznapi alkalmazása lehet pl. olyan alkalmazás, mely konvertálja az általános "xdoc" formátumban tárolt dokumentációt HTML dokumentum formátumba.

## Példa kód
A következő webes sablon:
```
##
 
Velocity
 
Hello
 
World

<html>

    
<body>

       
#set(
 
$foo
 
=
 
"Velocity"
 
)

       
##
 
followed
 
by

       
Hello
 
$foo
 
World!

    
</body>

</html>

```

feldolgozása után a Velocity a következő HTML-t fogja előállítani:
```
<html>

    
<body>

     
Hello
 
Velocity
 
World!

    
</body>

</html>

```

Az Apache Velocity sablon szintaxisa és általános koncepciója nagyon hasonló a régebbi a WebMacro sablon motor szintaxisához, amely ma szintén egy nyílt forráskódú projekt.

## Lásd még
- Apache Torque
- FreeMarker
- JavaServer Pages
- Thymeleaf

## Külső hivatkozások
- Velocity at Apache
- Velocity wiki
- Java templates comparison Archiválva 2012. november 14-i dátummal a Wayback Machine-ben

## Fordítás
Ez a szócikk részben vagy egészben  az   Apache Velocity című angol Wikipédia-szócikk ezen változatának fordításán alapul.  Az eredeti cikk szerkesztőit annak laptörténete sorolja fel. Ez a jelzés csupán a megfogalmazás eredetét és a szerzői jogokat jelzi, nem szolgál a cikkben szereplő információk forrásmegjelöléseként.